# Gouvernement de Nouvelle-Zélande
Le gouvernement de Nouvelle-Zélande, en maori Te Kāwanatanga o Aotearoa, est le gouvernement qui exerce le pouvoir exécutif en Nouvelle-Zélande.
La Nouvelle-Zélande est une monarchie constitutionnelle dotée d'un système de gouvernement parlementaire. Comme dans de nombreux pays du Commonwealth, son fonctionnement est fondé sur le système de Westminster.

## Histoire
Avec la signature du traité de Waitangi, la Nouvelle-Zélande devient territoire britannique, et son premier gouverneur est le capitaine William Hobson, qui installe son gouvernement à Auckland. En 1853, une première division territoriale partage le territoires en six zones autonomes et la première élection nationale est organisée le 14 juillet de cette année. En 1865, la capitale est transférée à Wellington. L'abolition des provinces en 1876 centralise le gouvernement dans cette dernière villes et diminue l'autonomie régionale,.

## Désignation

Schéma d'organisation des trois pouvoirs en Nouvelle-Zélande.

Le Premier ministre de Nouvelle-Zélande est nommé par le gouverneur général. En effet, la Nouvelle-Zélande est une monarchie constitutionnelle dont le souverain est le monarque britannique.

## Rôle
Le système de Westminster a inspiré le gouvernement de Nouvelle-Zélande comme celui de nombreux autres pays du Commonwealth ; en Nouvelle-Zélande, les orientations qui en découlent sont particulièrement précises.
Le gouvernement dirige le pays et prend les décisions impliquant notamment le budget national et les directives de gouvernement. Il soumet des propositions de lois au Parlement et décide des politiques qui sont mises en œuvre par les services gouvernementaux. Des agences gouvernementales permettent au gouvernement d'agir dans des domaines spécifiques.

## Organisation
Le Cabinet de Nouvelle-Zélande rassemble le premier ministre et son gouvernement. Le système est censé garantir que les décisions sont prises par des ministres informés travaillant ensemble pour atteindre des objectifs collectifs. Il n'est pas constitutionnel mais ancré dans une tradition. Son fonctionnement est édicté dans le Manuel du Cabinet, guide de bonne gouvernance accessible au public, dont la première édition date de 1979. Les évolutions du Manuel n'ont pas de force législative ni normative en tant que telles ; toutefois, elles peuvent constituer un argument d'autorité pour peser sur l'évolution de la législation.

## Membres du Gouvernement
Les membres du gouvernement sont les ministres en exercice, nommés par le premier ministre ; parmi ceux-ci, tous ne font pas systématiquement partie du Cabinet précédemment cité.
Les ministres sont obligatoirement les premiers membres élus de la Chambre des représentants. Le gouvernement ne peut rester au pouvoir que tant qu'il dispose de la majorité des membres de la Chambre des représentants.